# Valea Mare (Covasna)
Valea Mare (ungarisch Nagypatak) ist eine Gemeinde im Kreis Covasna in der Region Siebenbürgen in Rumänien.

## Geographische Lage

Lage der Gemeinde Valea Mare im Kreis Covasna

Die Gemeinde Valea Mare liegt in den Nordwestausläufern des Întorsura Gebirges – ein Teilgebirge der Ostkarpaten – im Süden des Kreises Covasna. Am gleichnamigen Bach, ein Nebenfluss des Flusses Covasna und an der Kreisstraße (Drum județean) DJ 121A befindet sich der Ort sieben Kilometer nördlich von der Kleinstadt Întorsura Buzăului (Bodsau) und etwa 27 Kilometer südöstlich von der Kreishauptstadt Sfântu Gheorghe (Sankt Georgen) entfernt.

## Geschichte
Der mehrheitlich von Rumänen bewohnte Ort Valea Mare wurde erstmals 1770 urkundlich erwähnt.
Ein Archäologischer Fund von Resten eines ovalen Anwesens auf dem Berg von den Einheimischen genannt Culmea Cetății (ungarisch Várbérce), wurde noch keinem Zeitalter zugeordnet.
Zur Zeit des Königreichs Ungarn gehörte Valea Mare dem Stuhlbezirk Sepsi in der Gespanschaft Háromszék (rumänisch Comitatul Trei-Scaune). Anschließend gehörte Micfalău dem historischen Kreis Trei-Scaune (deutsch Drei Stühle) und ab 1950 dem heutigen Kreis Covasna an.
Seit 1999 ist Valea Mare eine eigenständige Gemeinde, bis dahin gehörte der Ort der Gemeinde Barcani an.

## Bevölkerung
Die Bevölkerung des Ortes Valea Mare entwickelte sich wie folgt:
| 1850 | 433   | 338   | 34  | - | 61 |
| 1941 | 1.020 | 679   | 249 | 2 | 90 |
| 1977 | 1.159 | 1.118 | 20  | - | 21 |
| 2002 | 1.177 | 1.147 | 13  | - | 17 |
| 2011 | 1.051 | 1.026 | 13  | - | 12 |
| 2021 | 1.066 | 989   | 21  | 2 | 54 |

Seit 1850 wurde auf dem Gebiet von Valea Mare die höchste Einwohnerzahl und die der Rumänen 2002 ermittelt. Die höchste Anzahl der Magyaren, der Roma (87) und die der Rumäniendeutschen wurden 1941 registriert.

## Sehenswürdigkeiten
- Die orthodoxe Kirche Sf. Arhangheli, 1793 errichtet, steht laut dem Verzeichnis historischer Denkmäler des Ministeriums für Kultur und nationales Erbe (Ministerul Culturii și Patrimoniului Național) unter Denkmalschutz.[7]
- Das Kloster in Valea Mare, 1994 erstmals urkundlich erwähnt, wurde 1998 geweiht.[8]